# Chloroclystis subcostalis
Axinoptera subcostalis là một loài bướm đêm trong họ Geometridae.